# Documentation No 1 The Line The Light
|  | Denne artikel er oprettet af botten PalnaBot ud fra en ekstern database. Den kan derfor have sproglige fejl eller mangler. Denne skabelon kan fjernes efter kontrol af indholdet. |

Documentation No 1 The Line The Light er en film instrueret af Rikke Rørbech, Elle-Mie Ejdrup Hansen.

## Handling
Beskrivelse af Pilotprojekt ved Thyborøn 4. maj 1993 - laserlyset afprøves. Forarbejde til fredsskulptur 95. Linien - Lyset fra Skagen til Sild 4. maj 1995, fredens 50 års fødselsdag.